# Torre Futura
La Torre Futura es la torre más alta del complejo World Trade Center San Salvador. Cuenta con 20 pisos para oficinas y cinco para estacionamiento y tiene una altura de 92 metros.

## Descripción

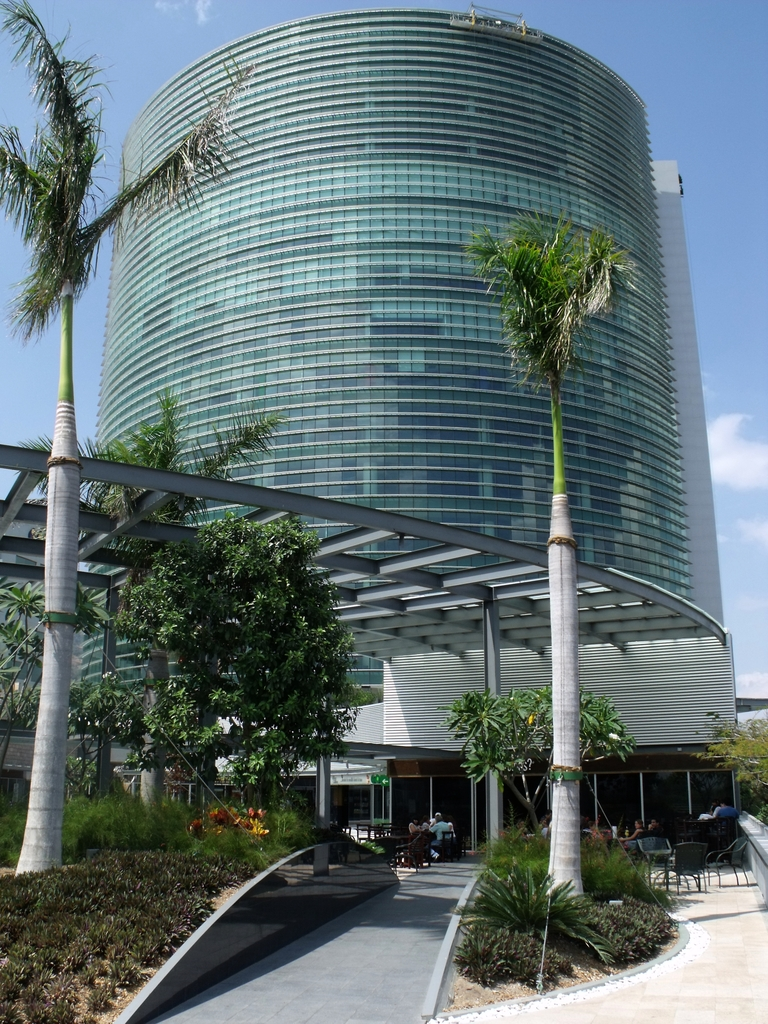

Torre Futura por su innovador diseño futurístico, comprende 20 pisos de espacios para oficinas, 5 niveles para estacionamiento, una plaza comercial para 25 establecimientos de conveniencia ejecutiva y una completa integración con las dos torres existentes, además integrado con el Crowne Plaza Hotel y su centro de convenciones, su mirador ofrece las mejores vistas de la ciudad. Es una torre “inteligente” diseñada para convertirse en un icono de innovación arquitectónica en San Salvador. Torre Futura es la tercera torre de un conjunto arquitectónico de usos múltiples que combina elegancia, ubicación, experiencia, y elevados estándares internacionales de diseño, funcionalidad, seguridad, flexibilidad, tecnología y comodidad. es visualmente espectacular por fuera, eficiente por dentro y única en su tipo por la integración de usos múltiples.
El World Trade Center San Salvador es la sede corporativa más conveniente, moderna y prestigiosa del país, ofreciendo el máximo valor en el mercado de espacios de oficina. La construcción de torre futura dio inicio en noviembre del 2007 y fue completada en noviembre de 2009. Con Torre Futura, Grupo Agrisal, continúa ofreciendo calidad e innovación, sistemas de seguridad, confort e iluminación natural; nuevas especificaciones de amplitud, flexibilidad; así como sistemas inteligentes de control de elevadores y aire acondicionado, entre otros, una de sus particularidades es el vidrio que compone la estructura, el cual ocupa 13 mil m² de baja emisividad que limita el ingreso de calor solar y luz ultravioleta; pero aprovecha al máximo la luz natural.
Por sus características, estándares de calidad y su ubicación, Torre Futura tiene la capacidad de actuar como un agente de cambio urbano que consolidara a la Colonia Escalón como el centro neurálgico de negocios de la capital. Ahora se marca la pauta de la evolución urbana y consolida el desarrollo del mercado de espacios para oficina que se van creando y ampliando.

## Detalles de la Torre
- Cuenta con 20 pisos para oficinas
- 5 pisos para estacionamiento
- Plaza comercial
- Edificio inteligente
- 3.000 m² exclusivos para restaurantes un mirador
- Torre Futura fue diseñada por KMD Architects. Su construcción fue supervisada por la empresa MR Meléndez Arquitectos, presidida por el arquitecto salvadoreño Manuel Roberto Meléndez Bischitz.
- Mejor diseño arquitectónico por "Architectural Digest".

## Anexos
- World Trade Center San Salvador
- Anexo:Edificios de El Salvador
- Anexo:Edificios más altos de Centroamérica